# ブトナーン県
ブトナーン県（ブトナーンけん、アラビア語: البطنان、Al Buṭnān）は、リビア東部のマルマリカに位置する県。旧称からトブルク県と呼ばれることもある。県都はトブルク。

## 隣接県
北に地中海を臨む。東はエジプトのマトルーフ県で、南東端でワディ・アル＝ジャディド県とも接する。国内では北西でデルナ県と、南西でアル・ワーハート県とそれぞれ隣接する。主な都市にはトブルクのほか、ジャグブーブやバルディアがある。

## 歴史
旧来の地方区分でマルマリカ、イタリア領リビアのもとではキレナイカ州の一部だった現在のブトナーン県の領域は、1963年の十県制でデルナ県（ムハファザー）に組み込まれた。1983年にデルナ県が廃止され、いくつもの新しい県（バラディヤート）が誕生すると、その領域はトブルク県などに分かれた。ブトナーン県は1988年、当時の25県のひとつとして設置された。1995年には新生13県（シャービヤー）のひとつとされ、1998年、2001年、2007年の行政区画再編でも存続し続けてきた。
2007年には、当時自治市だったジャグブーブを編入した。

## 過去の行政区画

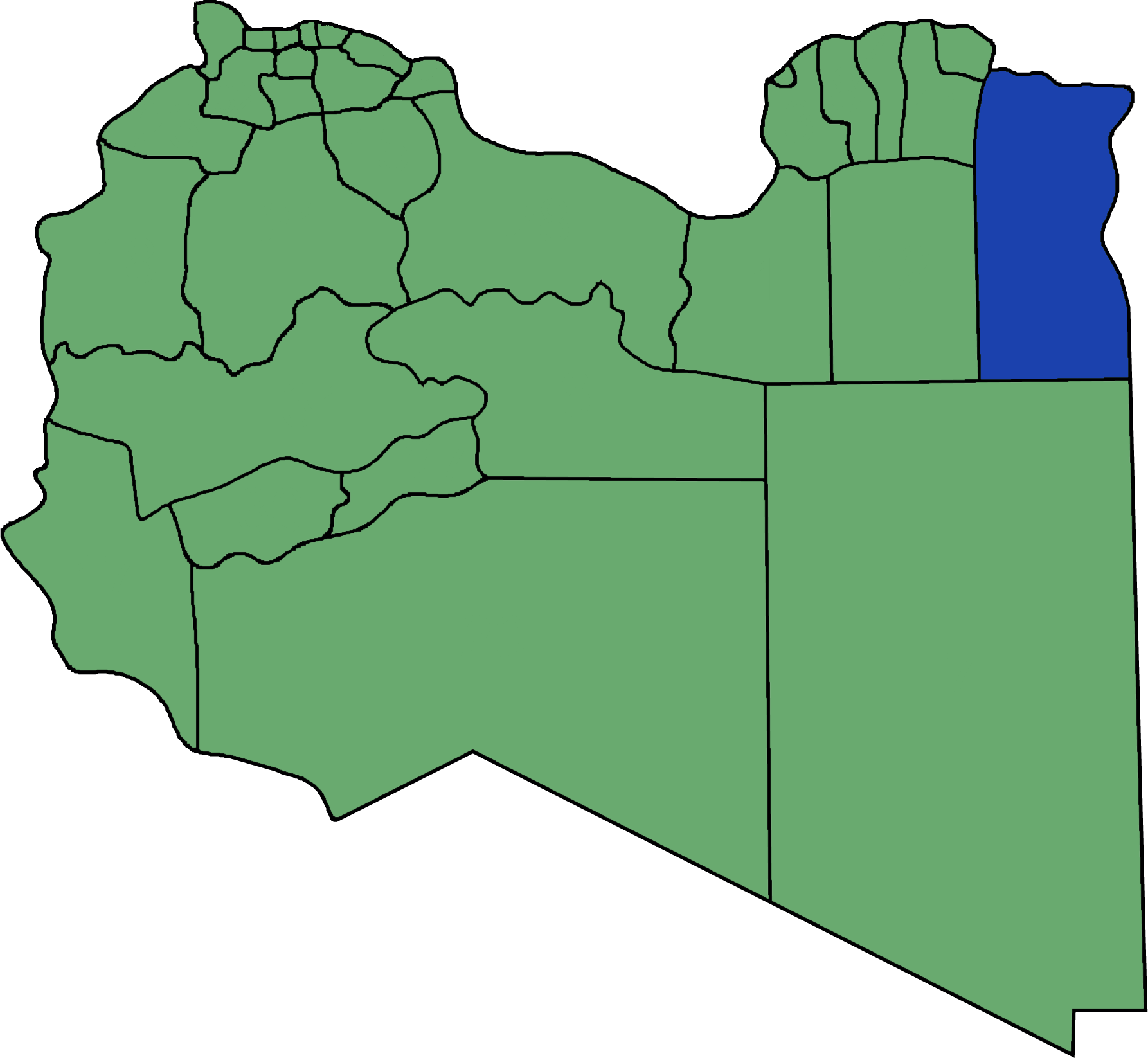
2001年から2007年の同県